# يو إف سي ليلة القتال: شيفتشينكو ضد كارموش 2
يو إف سي ليلة القتال: شيفتشينكو ضد كارموش 2 (بالإنجليزية: UFC Fight Night: Shevchenko vs. Carmouche 2)‏ هو حدث لفنون القتال المختلطة نظمته يو إف سي، أُقيم في 10 أغسطس 2019، على أنتل أرينا في مونتيفيديو، أوروغواي.